# Konstantinovy Lázně
Konstantinovy Lázně ([ˈkɔnstantɪnɔvi ˈlaːzɲɛ]) (deutsch Konstantinsbad) ist eine Gemeinde mit 895 Einwohnern (Stand: 1. Januar 2023)  im Plzeňský kraj in Tschechien.

## Geographische Lage
Das Heilbad liegt in Westböhmen, 40 km nordwestlich von Pilsen, in einer waldreichen Landschaft. Nördlich befindet sich
die Kleinstadt Bezdružice (Weseritz), südlich die Kleinstadt Stříbro (Mies).

## Geschichte

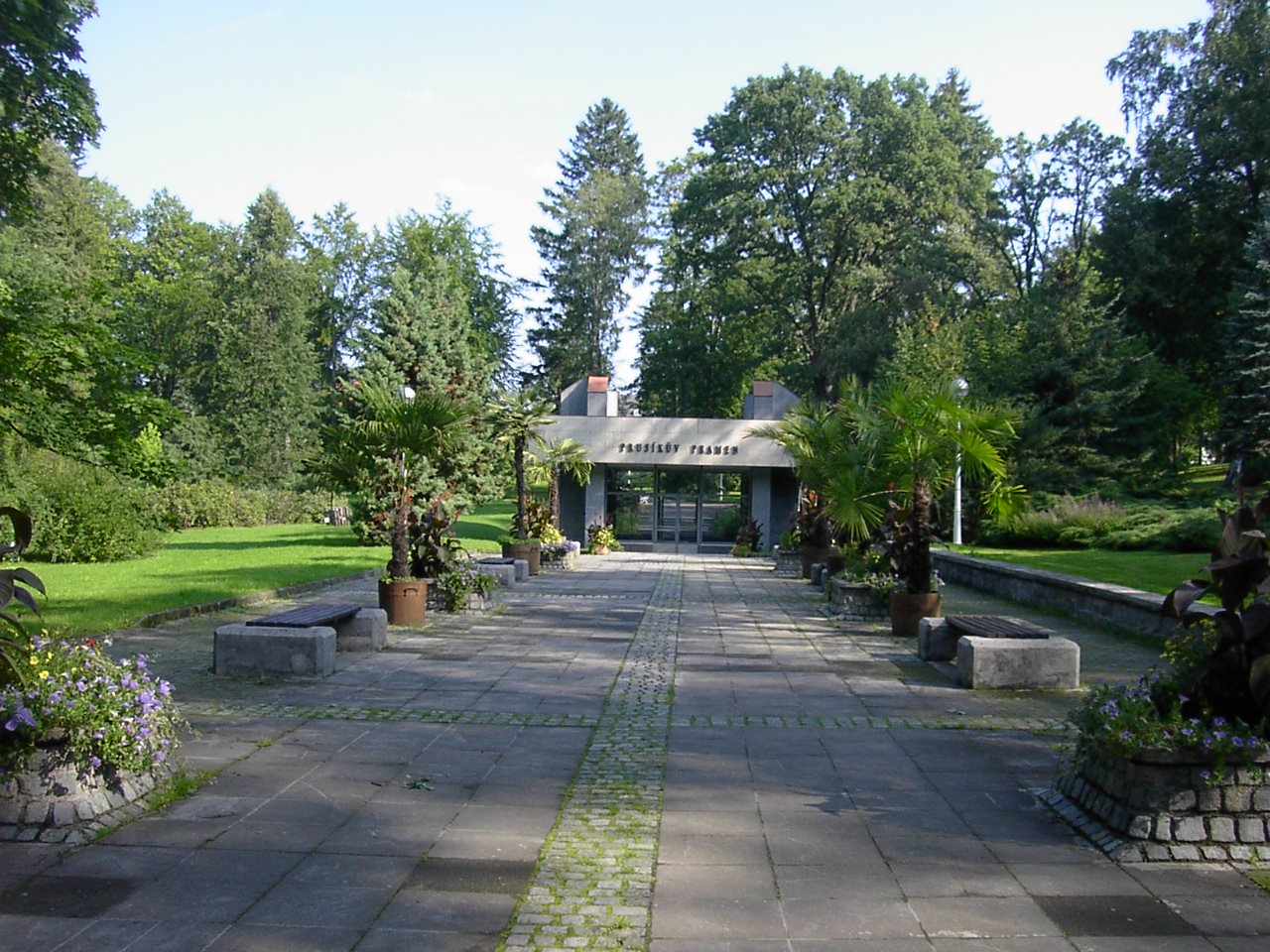
Heilwasser-Brunnen

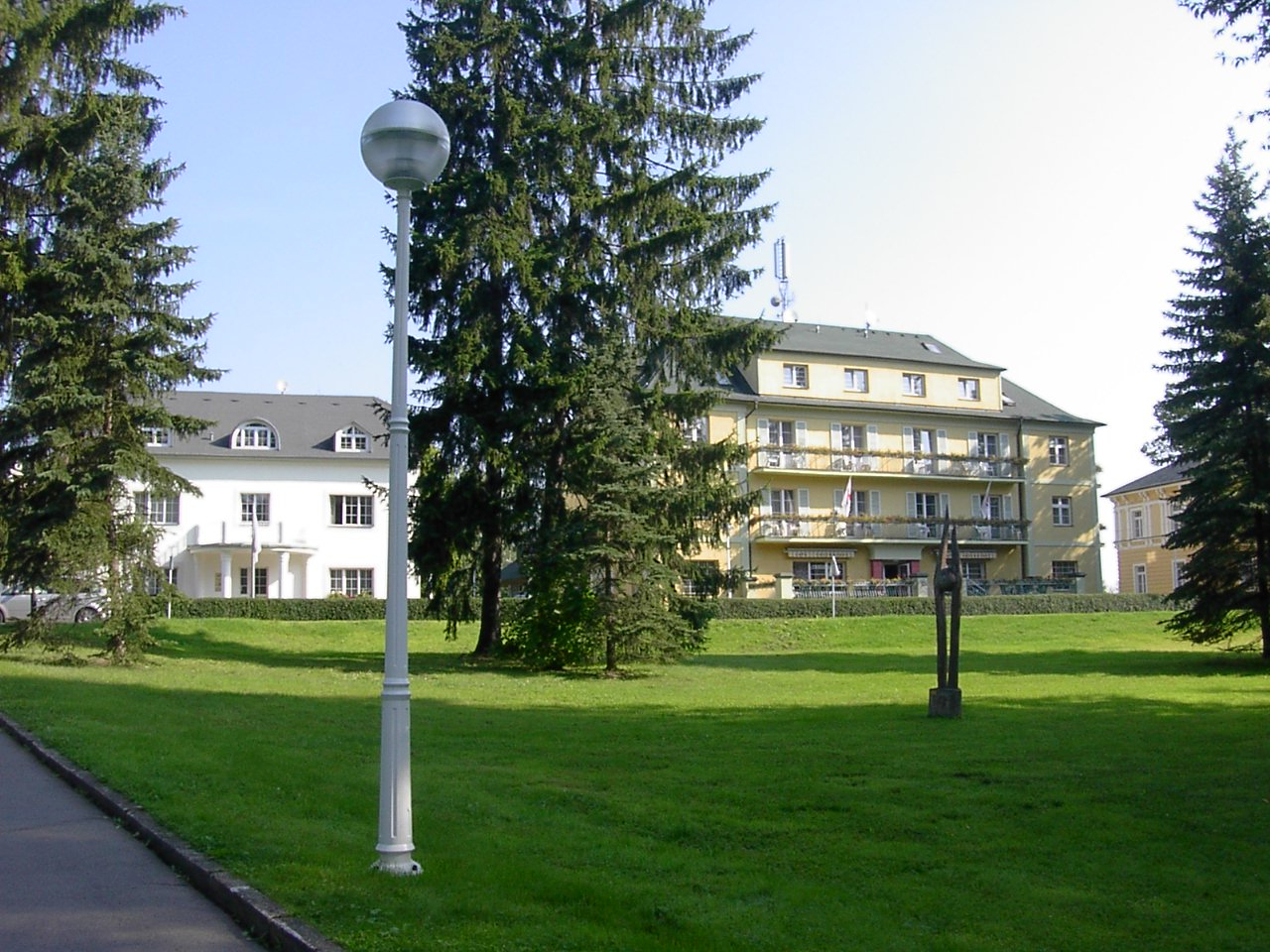
Kurpark

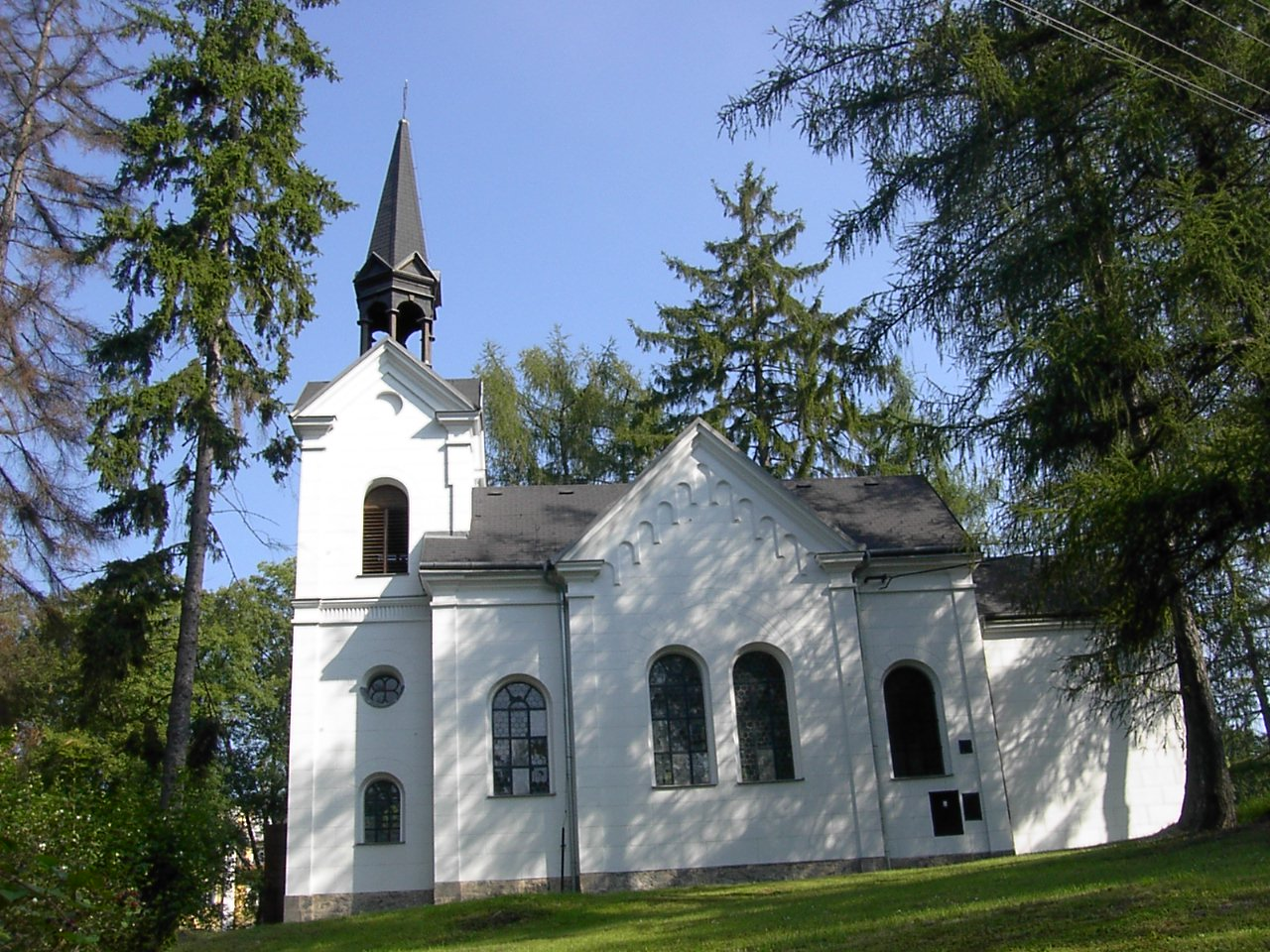
Marienkapelle

Bereits seit dem 16. Jahrhundert waren die schwefelhaltigen Stinkerquellen bei Neudorf südlich von Weseritz bekannt. Im Jahre 1803 wurde an der Stelle des heutigen Alten Bades das erste Badehaus mit 22 Zimmern eingerichtet. Der Besitzer der Herrschaft Weseritz, Erbprinz Konstantin zu Löwenstein-Wertheim-Rosenberg, erwarb das Bad im Jahre 1836 und baute die Kuranlagen großzügig aus. Der entstandene Ort Bad Neudorf erhielt 1900 ihm zu Ehren den Namen Konstantinsbad.
1872 hatte das Fürstenhaus Löwenstein das Bad an die Pilsener Betreibergesellschaft von Pankraz verkauft, die ab 1874 zwei Kilometer entfernt das Neue Bad mit einer Kapelle und mehreren Pavillons errichtete. Mit dem Bau der Lokalbahn Neuhof–Weseritz erhielt Konstantinsbad 1901 einen Eisenbahnanschluss. Am Anfang des 20. Jahrhunderts gab es in Konstantinsbad Quellen für eisenhaltiges Mineralwasser, Moorbäder und ein Kurhaus.
Nach dem Ersten Weltkrieg wurde die Region 1919 der neu geschaffenen Tschechoslowakei zugeschlagen. Aufgrund des Münchner Abkommens kam der Ort 1938 zum Deutschen Reich und gehörte bis 1945 zum Landkreis Tepl, Regierungsbezirk Eger, im Reichsgau Sudetenland.
Bis zur Vertreibung 1945/1946 nach Ende des Zweiten Weltkriegs war der Ort deutsch besiedelt.
Konstantinovy Lázně ist heute der einzige Kurort im Plzeňský kraj.
2,5 km südlich des Ortsteils Dlouhé Hradiště erhebt sich über dem Tal der Hadovka die Ruine der Burg Gutštejn (Guttenstein). Nordöstlich von Konstantinovy Lázně befinden sich auf einem Sporn über dem Tal des Úterský potok die Reste der Falstein, unterhalb der Burg liegt der Burgfelsen.

### Demographie
| Jahr | Einwohner | Anmerkungen                       |
| ---- | --------- | --------------------------------- |
| 1785 | 0 k. A.   | 24 Häuser                         |
| 1837 | 193       | in 27 Häusern                     |
| 1900 | 364       | deutsche Einwohner                |
| 1945 | 755       | deutsche Einwohner in 112 Häusern |

| Jahr      | 2006 | 2013 | 2017 1 |
| --------- | ---- | ---- | ------ |
| Einwohner | 937  | 937  | 909    |

## Gemeindegliederung
Die Gemeinde Konstantinovy Lázně besteht aus den Ortsteilen Břetislav (Setzlaw, auch Setzlav), Dlouhé Hradiště (Langenradisch), Konstantinovy Lázně, Nová Ves (Neudorf b. Weseritz, auch Neudorf II), Okrouhlé Hradiště (Scheibenradisch), Poloučany (Polutschen), Potín (Pottin) und Šipín (Schippin).
Zu Konstantinovy Lázně gehört außerdem der Weiler Daňkov (Guttenstein).
Das Gemeindegebiet gliedert sich in die Katastralbezirke Břetislav, Dlouhé Hradiště, Konstantinovy Lázně, Nová Ves u Bezdružic, Okrouhlé Hradiště, Poloučany und Potín.

## Kultur und Sehenswürdigkeiten

### Museen
- Muzeum hasičské techniky (Museum für Feuerwehrtechnik)⊙

### Regelmäßige Veranstaltungen
- Im August findet jedes Jahr das Country folk Festival Lázeňská struna statt.

## Verkehrsanbindung
Konstantinovy Lázně erhielt 1901 einen Bahnhof an der neu eröffneten Lokalbahn Neuhof–Weseritz. Da die Station weit außerhalb des Ortes auf der Flur von Kokašice lag, wurde 1906 noch eine Haltestelle eingerichtet, die näher zu den Kuranlagen liegt. Der ursprüngliche Bahnhof trägt heute den Namen Kokašice.